# Palm Springs (Kalifornija)
Palm Springs je grad u američkoj saveznoj državi Kalifornija. Prema popisu stanovništva iz 2010. u njemu je živjelo 44.552 stanovnika.